# たこ焼き八ちゃん
たこ焼き八ちゃんは、2001年1月に大同(現:ビスティ)が発売した、センター役物の中に磁石を内蔵したローラーが配置されているパチンコ機のシリーズ名。
たこ焼き八ちゃんの1機種がある。

## 概要
貯留型の羽根モノタイプ。1996年以降新しいパチンコ機の発表が極端に少なくなった中、21世紀初の羽根モノ機として話題を呼んだ。

## スペック
- たこ焼き八ちゃん
  - 賞球数 5&10
  - 大当たり最高継続 15R
  - 最大貯留 3個(10カウント)

## 演出
通常時、役物内部のローラーは下に向かって回転しているが、羽根開閉時に上へと回転する。その際磁力で玉を付着させ、ローラー上部中央のVに入賞すれば大当たりとなる。
大当たり中、常にローラーは上に回転する。Vゾーンの手前で玉を貯留するため、安定した出玉を稼ぐことができる。

## コンシューマ移植
- SANKYO公式パチンコシミュレーションシリーズ(PlayStation用)
  - 『FEVER5 SANKYO公式パチンコシミュレーション』(インターナショナルカードシステム、1995年3月31日発売、SLPS91495、JAN-4997940201146)に隠し台として収録。